# Chalarus longicaudis
Chalarus longicaudis är en tvåvingeart som beskrevs av Jervis 1992. Chalarus longicaudis ingår i släktet Chalarus och familjen ögonflugor.
Artens utbredningsområde är Frankrike. Arten är reproducerande i Sverige. Inga underarter finns listade i Catalogue of Life.